# Ferchar mac Connaid
Ferchar mac Connaid, o Ferchar I, va ser rei dels escots de Dál Riata del 637 al 650 (?).

## Regnat
Ferchar era fill de Connad Cerr a qui el Duan Albanach concedeix un regnat de 16 anys.
De fet, sembla que va ser elegit rei de Dál Riata després de la derrota de Domnall Brecc a la batalla de Magh Rath a l'Ulster el 637. Els dos sobirans van governar conjuntament, Ferchar potser sobre la part irlandesa del regne i sobre les illes. Va romandre únic sobirà després de la derrota final i la mort de Domnal Brecc el 642. Aleshores, els Annals irlandesos registren:
- 649 una guerra entre els descendents d'Áedán i un Garthnaidh mac Accidan que podria haver estat un picte.[4]
- 650 la mort de Cathusasch mac Domnal Brecc en combat a Irlanda.[5]

La mort de Ferchar mac Connaid no consta als Annals d'Ulster fins a l'any 694, fet que sembla estar lligat a un error d'un copista perquè aquesta data és massa tardana amb relació a la desaparició dels seus successors.